# The Great Train Robbery (1903)
The Great Train Robbery (bra: O Grande Roubo do Trem ou O Roubo do Grande Expresso) é um filme estadunidense de 1903 dirigido por Edwin S. Porter, antigo operador de câmera de Thomas Edison. Foi produzido pelo Edison Studios, e distribuído por Edison Studios e Kleine Optical Company, sendo lançado em 1 de dezembro de 1903.
Com apenas doze minutos de duração, é um dos grandes marcos da história do cinema e um dos responsáveis, pelo grande sucesso que teve na época, por mostrar a viabilidade da indústria cinematográfica. É considerado também o segundo filme western, sendo mais antigo apenas Kit Carson. O elenco inclui A.C. Abadie, Broncho Billy Anderson e Justus D. Barnes, embora nenhum ator tenha sido creditado.

## Inovações
Além de ser um dos primeiros exemplos de narrativa realista no cinema, o filme foi inovador em outros aspectos: é o primeiro a ter filmagem em ambientes externos, primeiro a ser filmado em vários locais, primeiro a utilizar bonecos como "duplos" dos atores e pioneiro na utilização de movimentos de câmera e no uso, ainda muito incipiente, da montagem paralela.
Cortes para mostrar ações em locais paralelos e o uso do zoom, técnica avançada para a época, na famosa cena do tiro em direção à platéia foram também utilizados.
Como segundo filme western da história, estabeleceu alguns paradigmas do gênero, como os tiros que forçam uma pessoa a dançar, as perseguições a cavalo e o tiroteio final.

## Sinopse

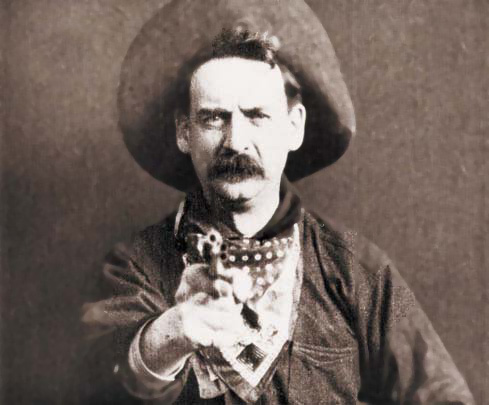
Justus D. Barnes na famosa cena do tiro em direção à platéia. Geralmente, os espectadores reagiam com medo à cena, depois com alívio e até com risos

O filme inicia apresentando dois bandidos mascarados, em um escritório de telégrafo da estrada de ferro, onde eles forçam o operador com uma arma para parar o trem e dar ordens para encher o trem no tanque de água na estação. Depois eles o derrubam e amarram. Quando o trem pára de abastecer, os bandidos, agora quatro, embarcam no trem e, enquanto dois dos bandidos entram um carro expresso, matam um mensageiro e abrem uma caixa de objectos de valor com dinamite, os outros param o trem e desconectam a locomotiva.
Os bandidos então forçam os passageiros para fora do trem e saqueiam os seus pertences. Um passageiro tenta escapar, mas é imediatamente abatido. Carregando seus despojos, os bandidos escapam na locomotiva, posteriormente parando num vale de onde continuam a cavalo.
No escritório de telégrafo, o operador acorda e tenta fugir, entrando em colapso novamente. Sua filha entra e restaura sua consciência, jogando água em seu rosto. Ele vai para um salão de dança próximo para obter assistência, e os homens pegam suas armas e perseguem os bandidos, e em um tiroteio final, todos os bandidos são mortos.
Uma cena adicional é incluída no filme. Há um close-up do líder dos bandidos, interpretado por Justus D. Barnes, disparando em direção à câmera. Enquanto geralmente colocada no final, Porter declarou que a cena também poderia ser colocada no início do filme.

## Elenco
- Alfred C. Abadie … Sherife
- Broncho Billy Anderson … Bandido

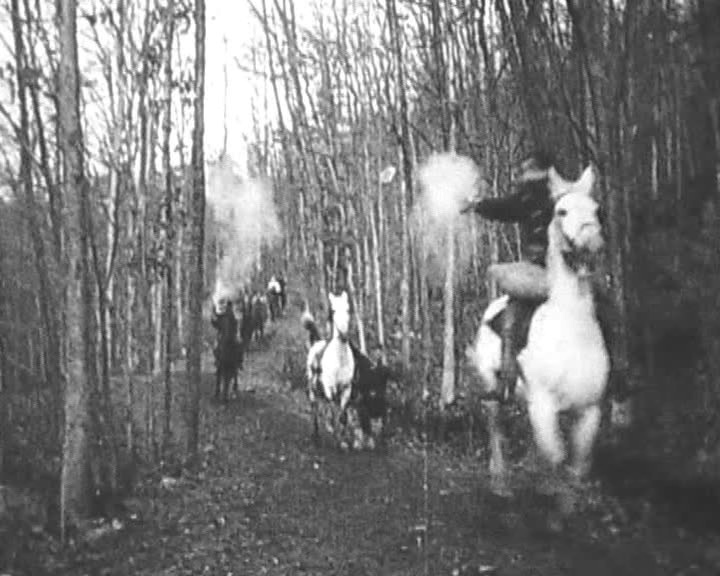
Os bandidos fogem sob o fogo dos perseguidores

- Justus D. Barnes … Bandido que atira contra a Câmera
- Walter Cameron … Sherife
- Donald Gallaher … garoto
- Frank Hanaway … Bandido
- Adam Charles Hayman … Bandido
- John Manus Dougherty, Sr. … Bandido
- Marie Murray … dançarina
- Mary Snow … garota
- George Barnes (não-creditado)
- Morgan Jones (não-creditado)

O ator Tom London é creditado em diversos impressos de The Great Train Robbery, porém só tinha 14 anos na época, o que pode tornar improvável sua participação no filme.

## Cultura popular
- Edison Studios fez uma paródia de “The Great Train Robbery”, intitulado “The Little Train Robbery” (1905), com um elenco infantil em que uma quadrilha de bandidos mantém-se em um mini trem e tenta roubar suas bonecas e doces.[4]
- A cena final é homenageada por Martin Scorsese em Goodfellas, quando o personagem de Joe Pesci dispara uma arma para a câmera no final do filme.
- Ridley Scott também homenageou o filme, após os créditos finais de American Gangster, quando o personagem de Denzel Washington dispara uma arma para a câmera.
- Acredita-se que a seqüência com Justus D. Barnes foi a inspiração para a seqüência de cena com arma em filmes de James Bond.
- O filme foi reeditado dentro de “A Invenção de Hugo Cabret”, de Martin Scorsese, em 2011.

## Gilbert M. Anderson

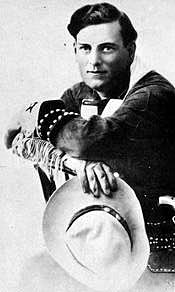
Broncho Billy Anderson, que inspirou-se no sucesso do filme para dedicar-se aos seus próprios westerns.

Gilbert M. Anderson atuou no filme e, vendo o filme pela primeira vez em um teatro de vaudeville e observando a reação positiva do público, ele decidiu trabalhar exclusivamente na indústria cinematográfica. Ele começou a escrever, dirigir e atuar em seus próprios westerns, sob o nome Gilbert M. Anderson, criando posteriormente, ao lado de  George Kirke Spoor, o Essanay Studios ("S and A" de Spoor e Anderson), um dos maiores estúdios dos primórdios do cinema, e lançando, em 1909, seu primeiro western, Broncho Billy and the Baby Anderson, começando aí a série de westerns com o personagem, e fazendo de Gilbert o primeiro cowboy estrela-de-cinema, "Broncho Billy".

## Filme no Brasil
Em Cine Silencioso, há o relato da estreia de um filme sob o título “Assalto e roubo num trem”, no Cine Maison Moderne, no Rio de Janeiro, a 20 de janeiro de 1907, pela Empresa Paschoal Segreto. Aventa-se a possibilidade de ser “O Grande Roubo do Trem”.